# Jennifer Su

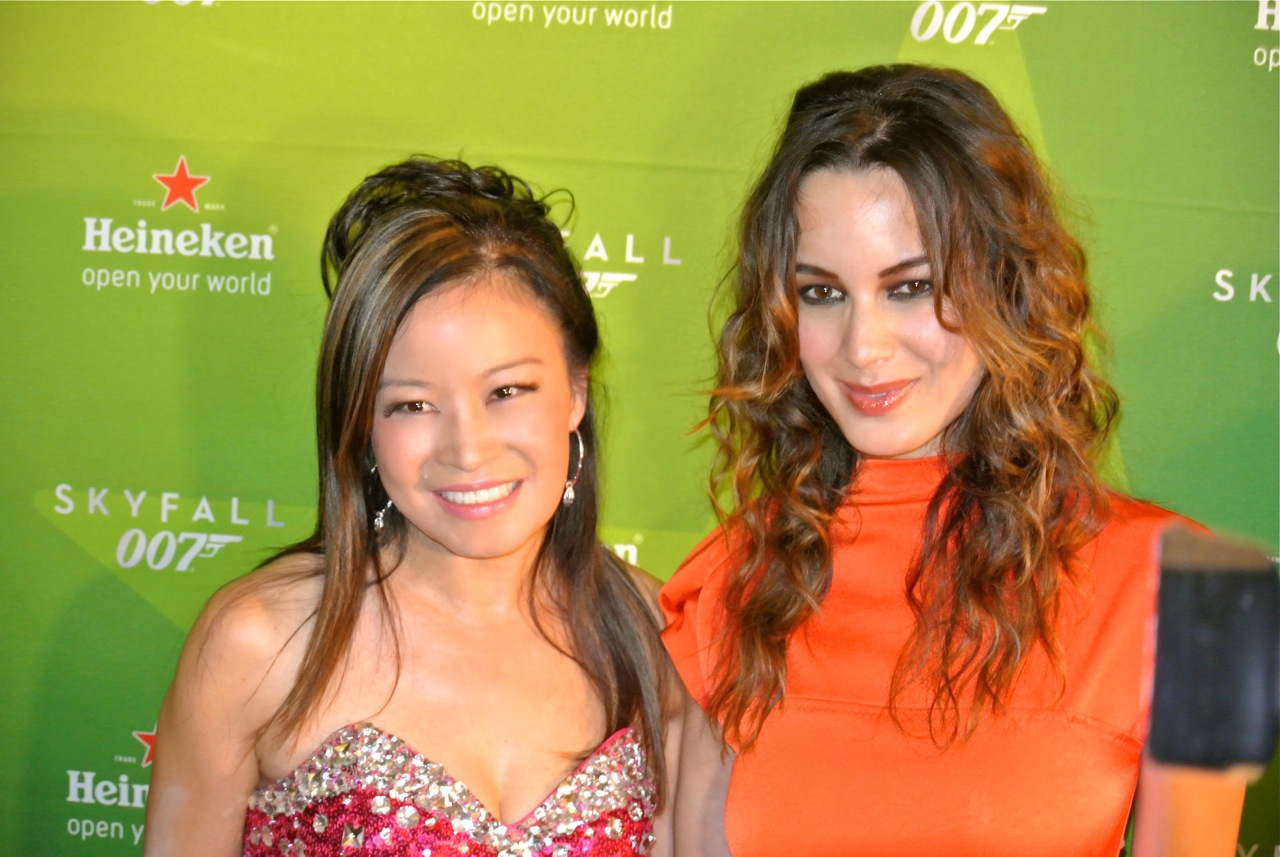
Jennifer Su (links) mit dem Bond-Girl Bérénice Marlohe (2012)

Jennifer Su (* 12. August 1968; kurz Jen Su; eigentlich Tsou Hai-ying 鄒海音) ist eine südafrikanische Moderatorin chinesisch-taiwanischer Herkunft.

## Leben
Sie wurde 1968 als Tochter des Hochschullehrers Kwan-Chung Tsou und seiner Frau Teresa Lee Tsou geboren. Ihr verstorbener Vater arbeitete als Assistant professor an der University of Pennsylvania. Nach dem Abitur studierte Su an derselben Universität. Von 1998 bis 2006 arbeitete sie als Nachrichtensprecherin beim regierungseigenen Kanal 11 in Thailand.  Von 2006 bis 2008 war sie als Nachrichtensprecherin bei Star TV in Hongkong tätig. Heute lebt sie in Johannesburg und moderiert dort die Sendung The African Business Report bei Sky News. Bei der Rundfunkstation 5FM hat sie eine eigene Sendung.
Jen Su ist Pianistin und Sängerin und hat in Taiwan und Thailand vier Alben eingespielt. Sie spricht Englisch, Thai, Chinesisch und Spanisch. Im Mai 1995 heiratete sie den US-amerikanischen Geschäftsmann Del Levin.

## Diskografie

### Studioalben (Auswahl)
- 1990: Lonely Struggles (寂寞戰爭)[1]

## Publikationen
- 2015 – From Z to A-Lister: Building Your Personal Brand.